# Auguste Ponsot
Pour les articles homonymes, voir Ponsot.
Auguste Ponsot (1846-1924) est un chimiste français qui a inventé le papier d'Arménie au XIXe siècle,,. Il développe ce procédé en France avec Henri Rivier, pharmacien. Il continue d'étudier les systèmes capillaires chauffés.
Ce papier est produit à Montrouge, en France, depuis 1885.